# Almada (freguesia)
Almada – dawna parafia (freguesia) Almady i jednocześnie miejscowość w Portugalii. W 2011 zamieszkiwało ją 16 584 mieszkańców, na obszarze 1,42 km². W 2013 stała się częścią nowo utworzonej parafii Almada, Cova da Piedade, Pragal e Cacilhas.